# Alexander Kazbegui
Alexander Kazbegui (en georgiano ალექსანდრე ყაზბეგი; Stepantsminda, 8 de noviembre de 1848 - Tiflis, 10 de diciembre de 1890) fue un escritor georgiano que en sus obras describe la vida del pueblo llano en Georgia, a la vez que apoyaba la independencia del país. Popularizó al bandido Koba en su novela El parricidio, similar a Robin Hood, cuyo sobrenombre emplearía posteriormente Stalin. 

## Vida
Alexander Kazbegui era nieto del señor de Stepantsminda, Guergueti y Darial, Kazbegui Chopikashvili, que había sido premiado con el título nobiliario por su participación en la construcción de la carretera militar georgiana. El abuelo cambió su nombre a Kazbegui y empleó el nombre de su padre como apellido.
Qasbegi creció como hijo único del estricto y orgulloso Michaili Kazbegui y de la inteligente Elisabet Tarjnishvili, en buenas condiciones económicas. Su madre sabía escribir en la antigua escritura goergiana y se interesaba por la literatura (La vida de Kartli y Vefyistkaosani). Kazbegui aprendió ruso y francés. Su profesora Nino le transmitió valores sociales y el compromiso con las personas socialmente más débiles.
Tras la muerte de su padre, Kazbegui a las montañas, donde trabajó siete años como pastor. Durante esa época escribió numerosas obras. En 1879 se asentó en la capital georgiana, Tiflis. Bajo su nombre artístico, Motshjubaridse, compiló algunas de sus mejores obras y adquirió alguna fama. Kazbegui, al que también se atribuía talento para el baile Lekuri, vivió en condiciones modestas, a pesar de su éxito económico. Tras una enfermedad, murió en 1890.

## Obra
Su obra más famosa sigue siendo su última novela El parricidio (en georgiano: მამის მკვლელი), dedicada a la epopeya del rebelde caucásico Koba, versión georgiana de Robin Hood, defensor de los pobres. Violento y despectivo con las autoridades, el libro gira también en torno al término de la venganza y la lucha por la independencia. Koba será fuente de inspiración para Iósif Dzhugashvili, más conocido como Stalin. De hecho, durante sus primeras actividades revolucionarias se llamó a sí mismo con el seudónimo de Koba.
Algunas de sus obras más importantes son las siguientes:
- Elguja
- Zizka (1880)
- Eliso (1882)
- El parricido (1883)
- Jevisberi Gocha (1884)

## Homenajes
En Stepantsminda está el museo de Alexander Kazbegui, situado en su casa natal y con manuscritos original del autor.Una calle lleva hoy su nombre en la capital de Georgia, Tiflis.